# Vojvođanska zastava
Zastava Autonomne Pokrajine Vojvodine u osnovi je srpska trobojnica (crveno-plavo-bijelo) sa znatno proširenim plavim poljem, što označava pripadnost AP Vojvodine Republici Srbiji, na kojem se nalaze tri zlatne zvjezdice raspoređene u trokut koje predstavljaju tri vojvođanske oblasti, Bačku, Banat i Srijem, a istovremeno označavaju težnju Vojvodine i njenih građana k europskim integracijama.
Zastava je usvojena na sjednici Skupštine APV 27. veljače 2004. godine.

## Ostale i povijesne zastave
- Zastava Srpske Vojvodine iz 1848. godine
- Zastava SAP Vojvodine
- Neslužbena zastava iz 1990-ih, prijedlog stranke LSV
- Narodna zastava Vojvođana, prijedlog Vojvođanske stranke